# Mayrimunia
Mayrimunia is een geslacht van zangvogels uit de familie prachtvinken (Estrildidae).

## Soorten
Het geslacht kent de volgende soorten:
- Mayrimunia leucosticta  – Stippelbronzemannetje
- Mayrimunia tristissima  – Streepkopbronzemannetje